# Borneosvartskata
Borneosvartskata (Platysmurus aterrimus) är en fågelart i familjen kråkfåglar inom ordningen tättingar.

## Utseende och läte
Borneosvartskata är en glansigt svart kråkfågel med lång stjärt, kraftig krokförsedd näbb och en spretig huvudtofs. Den är mycket lik malackasvartskatan, men denna har vitt på vingen. Borneosvartskatan har vidare längre huvudtofs, kortare stjärt och avvikande läten, med ett mycket längre klockliknande ljud, ett tjatter med annorlunda hastighet och frekvens samt stigande hårt nasalt läte.

## Utbredning och systematik
Fågeln förekommer enbart på Borneo. Den betraktades tidigare som underart till Platysmurus leucopterus men urskiljs sedan 2016 som egen art av Birdlife International och IUCN, sedan 2021 även av tongivande International Ornithological Congress (IOC).

## Levnadssätt
Borneosvartskatan bebor olika typer av skogar i låglänta områden och lägre bergstrakter, upp till 1065 meters höjd. Ibland kan den också påträffas i röjda områden intill byar, i högväxt ungskog, i kakaoplantage och i trädgårdar. Den rör sig i par eller i flockar, ständigt låtande för att hålla kontakt med varandra.

## Status och hot
Arten har ett stort utbredningsområde, men tros minska i antal, dock inte tillräckligt kraftigt för att den ska betraktas som hotad. Internationella naturvårdsunionen IUCN listar därför arten som livskraftig (LC).